# Pizza Tower
Pizza Tower (с англ. — «Башня пиццы») — компьютерная игра в жанре платформера, выпущенная в 2023 году независимой студией Tour De Pizza. Главный герой игры — пиццайоло Пеппино Спагетти, вынужденный подняться на вершину башни, чтобы спасти свою пиццерию от уничтожения. Игра состоит из 20 уровней с боковой прокруткой, где игрок набирает очки, собирая предметы и побеждая врагов. Каждый уровень завершается побегом, в котором игрок должен вернуться к начальной точке за ограниченное время. В Pizza Tower отсутствует система жизней и здоровья, а сложность определяется целями, которые ставит перед собой игрок.
Разработка игры началась около 2018 года под руководством дизайнера McPig и программиста Sertif. Изначально проект задумывался как ролевая игра с элементами хоррора, но впоследствии эволюционировал в платформер, вдохновленный серией Wario Land от Nintendo. Игра создана на движке GameMaker и отличается «мультяшным» пиксельным стилем высокого разрешения, на который повлияли анимационный сериал «Губка Боб Квадратные Штаны» и французские комиксы. Wario Land 4 послужила вдохновением для игрового процесса и дизайна уровней.
Pizza Tower приобрела большое количество поклонников еще на стадии разработки благодаря ранним версиям, доступным спонсорам на Patreon, и демоверсиям. Выпуск игры для Windows состоялся 26 января 2023 года. Игра получила положительные отзывы критиков и была номинирована на несколько наград по итогам года. Рецензенты высоко оценили игровой процесс, музыкальное сопровождение, визуальный стиль и юмор. Критики проводили благоприятные сравнения с мультсериалами Nickelodeon 1990-х годов и отмечали динамику, напоминающую серию Sonic the Hedgehog. Pizza Tower была признана достойной заменой серии Wario Land, а некоторые критики назвали ее редким примером духовного наследника, превзошедшего оригинал. Tour De Pizza продолжала поддерживать игру, выпуская обновления с новым контентом до 2024 года, а также разработала версию для Nintendo Switch.

## Сюжет
Pizza Tower — платформер с боковой прокруткой. Главный герой игры — Пеппино Спагетти, итальянский шеф-повар и владелец пиццерии на грани банкротства. Сюжет начинается, когда к Пеппино является Пиццеликий (англ. Pizzaface), антагонист в виде летающей пиццы, угрожающий уничтожить пиццерию с помощью ядерного лазера, расположенного на вершине соседней башни. Пеппино, охваченный страхом и яростью, решает подняться на башню и одолеть Пиццеликого, чтобы спасти свой бизнес. Игровой процесс разворачивается в башне, которая выступает в роли основной локации и центра игрового мира. Башня разделена на пять этажей, каждый из которых включает четыре уровня и битву с боссом. Уровни характеризуются различными темами и специфическими игровыми механиками. Например, на одном из уровней игрок оказывается на кладбище, где можно передвигаться по телам умерших, а другой уровень представляет собой отсылку к игре Five Nights at Freddy’s.
Пеппино, которым управляет игрок, обладает стандартным набором движений платформера: ходьба, бег, прыжки, перекаты и скольжение. Его боевые приемы включают атаку телом, захват и бросок врагов, а также парирование. При длительном беге Пеппино переходит в режим рывка, что позволяет ему бежать по стенам и пробиваться через врагов и объекты. Победа над противником запускает комбо-систему с семисекундным таймером. Для поддержания комбо игрок должен продолжать побеждать врагов и собирать предметы. На отдельных уровнях встречаются временные усиления, меняющие возможности Пеппино, например, оружие или рыцарская броня. Кроме того, в игре присутствует альтернативный персонаж — Густаво, перемещающийся на спине гигантской крысы. Выполнение внутриигровых испытаний и достижение определенных результатов позволяет разблокировать для Пеппино костюмы с другими цветовыми схемами.
Каждый уровень содержит несколько видов секретов. Среди них — существа в виде начинок для пиццы, которых игрок должен спасти для разблокировки сражений с боссами; сокровище, спрятанное за дверью, открыть которую может только уборщик, которого нужно найти; а также три скрытых комнаты, дающие дополнительные очки. В конце большинства уровней игрок обнаруживает колонну, которую необходимо разрушить. Это активирует режим «Время пиццы» (англ. Pizza Time), во время которого игрок должен вернуться к началу уровня за ограниченное время, избегая преследующего его Пиццеликого. Неудача приводит к необходимости перепрохождения уровня. Портал позволяет игроку совершить необязательный второй круг, в котором нужно снова добраться до конца уровня и вернуться к началу для получения бонусных очков. После завершения каждого уровня игроку присваивается буквенная оценка, зависящая от набранных очков и качества прохождения. Высшая оценка, P, доступна только при выполнении определенных условий.
Pizza Tower не использует стандартную систему уровней сложности. Сложность игры зависит от целей, которые ставит перед собой игрок. Поиск секретов опционален, а система жизней и здоровья отсутствует. При столкновении с препятствием Пеппино не получает урона, но уменьшается счет игрока и на две секунды сокращается время комбо. Пеппино может получить урон только во время сражений с боссами — с такими противниками, как Пеппермен (гигантский антропоморфный болгарский перец), Виджиланте (сыр-ковбой/шериф), и Нойз (заклятый враг Пеппино). Для победы игрок должен уворачиваться от атак боссов и снижать их уровень здоровья. В бесплатном обновлении от 12 марта 2024 года был добавлен режим New Game Plus, позволяющий играть за Нойза. Управление Нойзом аналогично управлению Пеппино, но имеет несколько иной набор приемов, основанный на использовании скейтборда и реактивного ранца. При игре за Нойза также меняются элементы пользовательского интерфейса и музыкальное сопровождение.

## Разработка

### Идея
Pizza Tower стала дебютным проектом независимой студии Tour De Pizza, разработка которого заняла около пяти лет. Руководил процессом разработки дизайнер и художник, известный под псевдонимом McPig (также упоминаемый как Pizza Tower Guy). Финансирование проекта осуществлялось через платформу Patreon. Концепция игры возникла из образа персонажа Пеппино, созданного McPig для комиксов и рисунков. В этих работах автор представлял, как монстры из пиццы появляются в ресторане героя по ночам. Изначально McPig задумал ролевую игру с элементами survival horror, схожую с Resident Evil, где Пеппино должен был исследовать свой ресторан, сражаясь с монстрами из пиццы. Первоначальный визуальный стиль игры был мультяшным, но мрачным, что, по словам McPig, напоминало мультсериал «Кураж — трусливый пёс».
McPig пытался разработать игру с помощью RPG Maker, но ограничения этого движка не позволили достичь желаемого качества анимации. В итоге разработчик перешел на GameMaker, который был более доступен и уже использовался другими разработчиками для небольших проектов. Первым проектом McPig на GameMaker стала платформенная игра Weenie Cop о разумном хот-доге, сражающемся с преступниками из нездоровой пищи. По словам разработчика, этот проект «был несколько хаотичен в плане игрового процесса из-за недостаточно проработанной концепции», но позволил ему освоиться с GameMaker. Кроме того, McPig задумал игру, в которой Пеппино атаковал бы противников с помощью ножа для пиццы, вдохновленной приемом рывка Варио из серии Wario Land.
В поисках отправной точки McPig решил создать платформер, вдохновленный серией Wario Land. После выхода Wario Land: Shake It! в 2008 году серия не получала продолжения, и McPig считал, что ей нужен духовный наследник, подобный таким играм, как A Hat in Time, Bloodstained: Ritual of the Night и Wargroove. Этим он хотел показать Nintendo, издателю серии, что у Wario Land все еще есть заинтересованная аудитория. Главным героем был выбран Пеппино, которого McPig считал «забавным для рисования и достаточно близким по характеру». Из первоначальной концепции ролевой игры была сохранена идея «напуганного безумного пиццайоло, сражающегося с монстрами из пиццы». Название Pizza Tower возникло из ассоциации с Пизанской башней, где «Пиза» напомнило разработчику слово «pizza». Разработка проекта началась около 2018 года. В начале 2020 года к команде присоединился программист, известный под псевдонимом Sertif.

### Дизайн
Изначально McPig разрабатывал Pizza Tower как платформер с элементами головоломки и лабиринта, вдохновляясь серией Wario Land. В процессе подготовки он изучил все игры этой серии и отказался от идеи вооружить главного героя Пеппино бензопилой, чтобы сделать игровой процесс более схожим с Wario Land. Наибольшее влияние оказала Wario Land 4 для Game Boy Advance. McPig создавал уровни по образцу этой игры, но с большим упором на скоростное прохождение. Система прогрессии уровней была основана на механике «лягушачьего переключателя» из Wario Land 4, а также на использовании головоломок, связанных с усилениями. Изначально усиления планировались в стиле Wario Land: они открывали новые области, но замедляли игрока. В 2021 году концепция игры изменилась в сторону большей динамичности. Уровни были упрощены, а McPig и Sertif пересмотрели подход к усилениям, чтобы они соответствовали скоростному геймплею и не мешали игроку.
Изначально набор движений Пеппино был основан на движениях Варио из Wario Land 4. Он развивался по мере того, как McPig и Sertif анализировали поведение игроков в демоверсии 2019 года с экспериментальной, более свободной системой движений. Разработчики решили сделать акцент на скорости и элементах набора очков. Объединение различных способностей Пеппино, по словам Sertif, значительно усложнило дизайн уровней и баланс игры. Эксперименты с ограничениями оказались неудачными, и разработчики выбрали более свободную систему движений. Традиционную систему здоровья, присутствовавшую в ранних версиях, убрали для упрощения игрового процесса, а систему рейтинга добавили для поощрения опытных игроков. Густаво, второй игровой персонаж, был введен при оптимизации уровня с доставкой пиццы и упрощении лабиринтоподобного дизайна. Разработчики также экспериментировали с игровыми версиями Виджиланте и Нойза, но на момент выпуска игры они не были доступны. В отличие от Густаво с отдельными игровыми сегментами, Виджиланте и Нойз были ближе к Пеппино и играбельны на его уровнях. Обозреватель PC Gamer предположил, что большое количество усилений, меняющих набор движений Пеппино, сделало нецелесообразным добавление нескольких персонажей с уникальными спрайтами.
Разработка каждого уровня начиналась с базовой темы, например, город или космос. McPig и Sertif изначально задумали около 28 уровней, но в процессе разработки некоторые темы были объединены или исключены для оптимизации производственного процесса. Разработчики стремились сделать каждый уровень уникальным и доступным как для опытных, так и для начинающих игроков. По словам Sertif, после создания концепции игровой механики он обычно начинал работу над прототипом, в то время как McPig создавал анимации в Aseprite. Sertif отмечал, что этот подход был сложным, так как многие идеи в итоге отвергались, но считал его эффективным благодаря быстрой работе обоих разработчиков. По его оценке, каждый уровень подвергался переработке два-три раза в период с 2020 по 2023 год. На протяжении всей разработки участники Discord-сервера McPig оставляли отзывы по игровому процессу тестовых версий.
Пиксельная графика Pizza Tower создавалась под влиянием мультсериала «Губка Боб Квадратные Штаны» и французских комиксов, которых McPig читал в детстве. Разработчик выбрал мультипликационный стиль, так как чувствовал себя в нем наиболее уверенно. McPig также полагал, что графика низкого разрешения стиле Nintendo Entertainment System и Super NES слишком часто встречается в инди-играх, и что визуальный стиль Pizza Tower с более высоким разрешением графики поможет игре выделиться. Sertif характеризовал Пеппино как «абсолютный хаос», что отразилось в анимации персонажа. Цветовая схема Пеппино основана на спрайте Варио из Wario Land 3, а черный цвет штанов был выбран для упрощения анимации. Персонаж Нойз создан по образу Нойда, рекламного талисмана сети пиццерий Domino’s, так как McPig счел его подходящим антагонистом для игры о пицце. McPig не уделял много внимания детальной разработке дизайна персонажей и врагов, предпочитая действовать спонтанно в процессе создания.

### Музыка
Саундтрек к игре был создан Ронаном де Кастелем (под псевдонимом Mr. Sauceman) и композитором, известным как ClascyJitto. Для де Кастеля это стало дебютом в качестве профессионального композитора. Ранее он занимался музыкой как хобби, не публикуя свои работы из-за неуверенности. Узнав о Pizza Tower, де Кастель, начавший всерьез заниматься композицией, был впечатлен игровыми видео в Twitter. Он создал демо-трек и отправил его разработчику McPig, который неожиданно для де Кастеля высоко оценил работу и пригласил его в проект. Эта композиция, которую McPig назвал «идеально безумной и динамичной», стала темой побега под названием «It’s Pizza Time!». ClascyJitto, школьник, публиковавший музыку на SoundCloud и Bandcamp, присоединился к проекту после того, как поделился ремиксами на работы де Кастеля на сервере Discord.
Де Кастель и ClascyJitto, работавшие во Франции и США соответственно, создали примерно равные части саундтрека. Композитор под псевдонимом Post Elvis написал музыку для титульного экрана. На творчество де Кастеля повлияли видеоигры Sonic CD и серия Wario Land, особенно Wario Land 4, а также электронная музыка, фанк и хаус таких исполнителей, как Чик Кориа, Daft Punk, Mr. Oizo и Justice. ClascyJitto, ранее работавший в основном с сэмплами и ремиксами, описал создание музыки для Pizza Tower как «своеобразную увлекательную игру», потребовавшую более тщательной проработки каждой композиции.

## Выпуск
McPig начал продвижение Pizza Tower в 2018 году, публикуя скриншоты на Tumblr, а затем перешел на Twitter для расширения аудитории. Он также создал сервер Discord для получения обратной связи. В 2018 году McPig выпустил две демоверсии игры и открыл страницу на Patreon, где предлагал ранний доступ к сборкам игры за ежемесячный взнос в 5 долларов. После присоединения к проекту Sertif, McPig начал вести трансляции процесса разработки на Twitch и перешел на ежегодный, а не ежемесячный выпуск сборок.
Выпуск Pizza Tower для Windows через платформу Steam состоялся 26 января 2023 года. В сентябре того же года компания Tour De Pizza сообщила о продолжении разработки после выпуска игры. 23 октября вышло обновление в тематике Хэллоуина, добавившее секретный уровень, собираемые тыквы и функции Steam Community. 12 марта 2024 года вышло обновление, сделавшее Нойза играбельным персонажем.
Вокруг Pizza Tower сформировалось крупное фанатское сообщество. По мнению Sertif, этому способствовали демоверсии, сборки для подписчиков Patreon и стримеры, такие как Vinesauce, демонстрировавшие игру. После выхода игры Tour De Pizza начала сотрудничество с Fangamer для выпуска мерчандайза, включая плюшевые игрушки, футболки и значки. Количество участников сервера Discord выросло с 5000 до 20000, прежде чем McPig и Sertif приняли решение о его закрытии. После выпуска обновления, добавившего персонажа по имени Нойз, количество одновременно играющих пользователей в Steam достигло пикового значения в более чем 9000 человек.
В 2019 году McPig заявил, что, хотя он не исключает возможности портирования Pizza Tower на другие платформы, это не будет рассматриваться до завершения работы над версией для Windows. 27 августа 2024 года во время презентации Nintendo Indie World + Nintendo Direct Partner Showcase была анонсирована версия для Nintendo Switch, которая стала доступна в Nintendo eShop в тот же день. Компания Fangamer объявила о планах выпустить физическое издание игры в 2025 году, включая коллекционное издание с таймером для варки яиц в виде персонажа Пеппино.

## Восприятие
| Иноязычные издания | Иноязычные издания |
| Издание            | Оценка             |
| ------------------ | ------------------ |
| IGN                | 9/10               |
| PC Gamer (US)      | 90/100             |
| Polygon            | Recommended        |
| Multiplayer.it     | 8/10               |

Игра была положительно воспринята критиками. В частности сайт PC Gamer похвалил Pizza Tower за приятный геймплей и примечательных боссов. Уилл Нельсон из PCGamesN заявил, что игра может похвастаться интересным визуальным стилем и впечатляющим саундтреком. Также был выпущен ряд товаров, связанных с главным героем Pizza Tower.